# باراپند
باراپند (به انگلیسی: Barapind) یک شهر در پاکستان است که در نارووال واقع شده‌است.